# Su Alti Taarruz
L'intrusion sous-marine (en turc : Su Altı Taarruz), ou SAT, est l'unité des forces d'opérations spéciales de la Marine turque, dont elle est la plus importante. Elle est composée de soldats aguerris et hautement qualifiés, sélectionnés uniquement parmi les officiers et les sous-officiers de la marine turque. Ils sont sous le commandement de la Direction des opérations de la Marine. Les SAT procèdent par l'infiltration, l'attaque surprise, le sabotage et les raids sur les installations côtières critiques en terrain hostile, sous l'eau, sur terre ou dans les airs, jusqu'à l'intérieur des bâtiments de surface ennemis. Ils participent  également aux opérations de reconnaissance et à la collecte d'information in situ.

## Armements légers du SAT
- SIG P226
- SIG P229
- Heckler & Koch MK23
- Heckler & Koch MP5
- Heckler & Koch HK416
- Armalite M16
- Colt M4
- Heckler & Koch G3
- Heckler & Koch HK 33
- Lance grenade M203